# Afrotyphlops steinhausi
Afrotyphlops steinhausi är en ormart som beskrevs av Werner 1909. Afrotyphlops steinhausi ingår i släktet Afrotyphlops och familjen maskormar. Inga underarter finns listade i Catalogue of Life.
Denna orm förekommer i centrala Afrika från Kamerun och Centralafrikanska republiken till Kongo-Kinshasa. Arten lever i låglandet och i bergstrakter mellan upp till 1200 meter över havet. Den vistas i fuktiga skogar. Individerna gräver i lövskiktet och i det översta jordlagret. Honor lägger ägg.
För beståndet är inga hot kända. Hela populationen anses vara stabil. IUCN listar arten som livskraftig (LC).